# Хуан Крус Соль
Хуан Крус Соль Орія (ісп. Juan Cruz Sol Oria; 13 вересня 1947, Ельгойбар — 10 листопада 2020, Валенсія) — іспанський футболіст, що грав на позиції правого захисника за клуби «Валенсія» та «Реал Мадрид», а також за національну збірну Іспанії.

## Клубна кар'єра
У дорослому футболі дебютував 1965 року виступами за «Валенсію», в якій провів десять сезонів, взявши участь у 229 матчах чемпіонату. Більшість часу, проведеного у складі «Валенсії», був основним гравцем захисту команди. В сезоні 1970/71 допоміг валенсійцям здобути четвертий у їх клубній історії титул чемпіонів Іспанії.
1975 погодився перейти до мадридського «Реала», у складі якого протягом чотирьох років був основним виконавцем на правому фланзі захисту, здобувши за цей час ще три титули чемпіона Іспанії.
1979 року досвідчений захисник повернувся до «Валенсії», у складі якої провів заключні два сезони своєї кар'єри як резервний гравець. Став у її складі володарем Кубка володарів кубків УЄФА 1979/80, того ж року команда здобула Суперкубок УЄФА.

## Виступи за збірну
1970 року дебютував в офіційних матчах у складі національної збірної Іспанії.
Загалом протягом кар'єри у національній команді, яка тривала 7 років, провів у її формі 28 матчів, забивши один гол.
Помер 10 листопада 2020 року на 74-му році життя у Валенсії.

## Титули і досягнення
- Володар Кубка володарів кубків УЄФА (1):

«Валенсія»: 1979–1980
- Володар Суперкубка УЄФА (1):

«Валенсія»: 1980
- Чемпіон Іспанії (4):

«Валенсія»: 1970–1971
«Реал Мадрид»: 1975–1976, 1977–1978, 1978–1979
- Володар Кубка Іспанії (2):

«Валенсія»: 1966–1967